# مجلة الرسالة (جبهة النصرة)
مجلة الرسالة مجلة شهرية تصدر في سوريا منذ شهر يوليو / تموز 2015 والمجلة هي الناطقة الرسمية باسم جبهة النصرة، بقيادة أبو محمد الجولاني الذي كتب الافتتاحية الأولى للمجلة حيث رثى فيها الشيخ أبو بصير الوحيشي، زعيم «القاعدة في اليمن»، والذي قتل قبل صدور المجلة بشهر في غارة لطائرة من دون طيار باليمن و«الرسالة» مجلة محضّرة بتقنية عالية وتصدر بنسخ بالعربية والإنكليزية.
1. ↑  "تقرير عن العدد الأول من مجلة الرسالة الصادرة عن جبهة النصرة". مرصد الأزهر باللغات الأجنبية (بar-EG). Retrieved 2024-02-10.{{استشهاد ويب}}:  صيانة الاستشهاد: لغة غير مدعومة (link)